# 天鉤五
天鉤五 (α Cep / 仙王座α ) 是仙王座內的一顆恆星，英文的專屬名稱是。.
天鉤五雖然比太陽熱，質量也較大，但仍是與太陽十分相似的恆星。看起來他已經接近在主序帶上演化的末期，即將開始然燒氦而成為紅巨星或次巨星。天鉤五以異常快速的自轉而著名，但我們仍不了解是何種作用造成快速的自轉。
源自阿拉伯文الذراع اليمين að-ðirā‘ al-yamīn 的縮寫，其意義為右臂，也曾經是阿拉伯的星名。中文的名字天鉤五則是天鉤這個星官的第五顆恆星。
這顆恆星位在天球歲差圈的路徑上，這意味著當他接近北極點至3°的距離時將會成為北極星，預估在西元7,500年前後的一段時間，他將成為那時代的北極星。